# Mulierum Schola Gregoriana Clamaverunt Iusti
Mulierum Schola Gregoriana Clamaverunt Iusti (Clamaverunt Iusti) – żeńska schola zajmująca się wykonywaniem i popularyzacją śpiewu gregoriańskiego. W praktyce wykonawczej wykorzystuje owoce zaawansowanych studiów nad rękopisami z IX, X i XI wieku, wpisując się w nurt kontynuujący badania semiologii gregoriańskiej. Kierownikiem artystycznym i dyrygentem scholi jest Michał Sławecki.

## Historia
Zespół powstał w marcu 2007 r. Schola bierze udział w uroczystych liturgiach oraz daje samodzielne koncerty w kraju i za granicą (Włochy, Belgia, Francja, Litwa, Słowacja, Watykan, Malta). Mulierum Schola Gregoriana Clamaverunt Iusti, jako jedyny reprezentant Polski, brała udział w najważniejszych międzynarodowych festiwalach śpiewu gregoriańskiego, m.in. dwukrotnie w belgijskim Watou (Festival van het Gregoriaans Watou 2012 i 2015), Bratysławie (I Międzynarodowy Festiwal Śpiewu Gregoriańskiego 2007), Bolonii (S. Giacomo Festival, 2014) i Florencji (In canto Gregoriano – Incontri Internazionali di Firenze XII anno, 2014).
Wybitni gregorianiści (m.in. prof. Antonino Albarosa, prof. Johannes B. Göschl, prof. Alberto Turco) wskazują na scholę Clamaverunt Iusti jako wzorcowego interpretatora semiologii.
Oprócz działalności koncertowej zespół angażuje się w inicjatywy propagujące wykonawstwo śpiewu gregoriańskiego (m.in. cykl audycji radiowych wyemitowanych na falach Radia Warszawa oraz Studium Śpiewu Gregoriańskiego w Niepokalanowie).

## Nagrody

### 2011
- I nagroda ex aequo Premio Speciale – Rassegna di Canto Monodico w kategorii Śpiewu Monodycznego; 59. Concorso Polifonico Internazionale Guido d’Arezzo, Arezzo.
- I nagroda Premio Speciale – Concorso Canto Monodico w kategorii Śpiewu Gregoriańskiego; 59. Concorso Polifonico Internazionale Guido d’Arezzo, Arezzo.

### 2014
- I nagroda w kategorii Chóry; XV Festiwal Pieśni Sakralnej O Złotą Harfę; Grójec.
- Grand Prix XV Festiwalu Pieśni Sakralnej O Złotą Harfę; Grójec.
- Nagroda Specjalna za najlepsze wykonanie utworu maryjnego; IX Festiwal Muzyki Chóralnej Mater Misericordiae; Warszawa.
- II nagroda w kategorii B – chóry osób dorosłych – oraz puchar i nagroda Starosty Wołomińskiego; IX Festiwal Muzyki Chóralnej Mater Misericordiae; Warszawa.

### 2015
- Złoty dyplom w kategorii Monodia liturgiczna; VII Ogólnopolski Konkurs Pieśni Pasyjnej; Bydgoszcz oraz nagroda dla najlepszego dyrygenta (dla Michała Sławeckiego).
- Grand Prix VII Ogólnopolskiego Konkursu Pieśni Pasyjnej; Bydgoszcz.
- I nagroda oraz Honorary Diploma of Excellence w kategorii Sacred Music 3 – Monodic Chant; Malta International Choir Festival; Malta[4].

### 2016
- Fryderyk 2016 w kategorii: Muzyka poważna, Album Roku – Muzyka Dawna za album Verbum Incarnatum (wyd. Ars Sonora, nr kat. ARSO-CD-59, nagrany wraz z Pawłem Gusnarem).

## Dyskografia
- 2015: Mulierum Schola Gregoriana Clamaverunt Iusti, Chór UKSW, Orkiestra Nova et vetera, dyr. Michał Sławecki – Martyrum Polonorum Laudes (Dux)[5].
- 2015: Paweł Gusnar – saksofon sopranowy, Mulierum Schola Gregoriana Clamaverunt Iusti, dyr. Michał Sławecki – Verbum Incarnatum (Ars Sonora)[6].